# Lohisaari (ö i Södra Savolax, S:t Michel, lat 61,45, long 27,44)
Lohisaari är en ö i Finland. Den ligger i sjön Saimen och i kommunen Sankt Michel i den ekonomiska regionen  S:t Michel och landskapet Södra Savolax, i den södra delen av landet, 190 km nordost om huvudstaden Helsingfors. Öns area är 2,1 hektar och dess största längd är 210 meter i öst-västlig riktning.